# Белонія
Белонія (англ. Belonia) — місто у Північно-Східній Індії, адміністративний центр округу Південна Трипура індійського штату Трипура.

## Географія
Розташована на півдні штату, лежить на кордоні з Бангладеш.

### Клімат
Місто знаходиться у зоні, котра характеризується мусонним кліматом. Найтепліший місяць — травень із середньою температурою 28.4 °C (83.2 °F). Найхолодніший місяць — січень, із середньою температурою 19.1 °С (66.4 °F).
| Клімат Белонії          | Клімат Белонії | Клімат Белонії | Клімат Белонії | Клімат Белонії | Клімат Белонії | Клімат Белонії | Клімат Белонії | Клімат Белонії | Клімат Белонії | Клімат Белонії | Клімат Белонії | Клімат Белонії | Клімат Белонії |
| Показник                | Січ.           | Лют.           | Бер.           | Квіт.          | Трав.          | Черв.          | Лип.           | Серп.          | Вер.           | Жовт.          | Лист.          | Груд.          | Рік            |
| Середній максимум, °C   | 25,5           | 27,7           | 31,1           | 32,3           | 32,3           | 30,8           | 30,3           | 30,3           | 31             | 30,8           | 28,6           | 26             | 29,7           |
| Середня температура, °C | 19,1           | 21,3           | 25,3           | 27,8           | 28,4           | 28             | 27,8           | 27,7           | 28,2           | 27,4           | 23,9           | 20,3           | 25,4           |
| Середній мінімум, °C    | 12,8           | 15             | 19,6           | 23,3           | 24,6           | 25,3           | 25,3           | 25,1           | 25,4           | 24             | 19,2           | 14,6           | 21,2           |
| Норма опадів, мм        | 7.4            | 21.1           | 46.6           | 134.3          | 331.9          | 550.6          | 627.9          | 589.5          | 330.6          | 204.4          | 52             | 5.6            | 2901.8         |
| ----------------------- | -------------- | -------------- | -------------- | -------------- | -------------- | -------------- | -------------- | -------------- | -------------- | -------------- | -------------- | -------------- | -------------- |
| Джерело: Weatherbase    |                |                |                |                |                |                |                |                |                |                |                |                |                |